# 高野菜々
高野 菜々（こうの なな、1989年5月14日 - ）は、日本の舞台女優、声優。女優として音楽座ミュージカル／Rカンパニー、声優として賢プロダクションに所属していた。広島県広島市出身。

## 略歴
小学校5年生から市民ミュージカル団体のミュージックシアターASAKITAに参加し、主演の経験を重ねる。14歳のときに劇団四季の『CATS』を観て、ミュージカル俳優を志す。
広島音楽高等学校舞台芸術科ミュージカル専攻へ進学後に宝塚音楽学校を2度受けたが不合格となる。2008年6月にオーディションに合格し、音楽座ミュージカル／Rカンパニーのメンバーとなる。初舞台の『マドモアゼル・モーツァルト』でいきなり主役に抜擢される。声優としては賢プロダクションにも所属し、アニメやゲームに出演していた。
文化庁の令和3年度新進芸術家海外研修員として、2022年春から1年間ニューヨークで研修し、2023年3月6日に帰国した。
2025年3月31日付で音楽座ミュージカル／Rカンパニーを退団、賢プロダクションを退所した。

## 人物
特技は歌、広島弁。趣味は歌を歌うこと、舞台鑑賞、声帯ケア、鍼灸、食器を集めること。
高校の同級生に元Noism所属のバレエダンサー・堀田千晶、読売ジャイアンツマスコットガール「チームヴィーナス」2015年度メンバーの石川杏菜がいる。

## 受賞歴
- 2020年 - 第75回文化庁芸術祭演劇部門新人賞[3]

## 出演
太字はメインキャラクター。

### 舞台
- マドモアゼル・モーツァルト（2008年） - 主演・モーツァルト 役
- シャボン玉とんだ宇宙までとんだ（2009年・2010年・2012年・2016年） - 主演・折口佳代 役
- 泣かないで（2009年・2010年・2014年・2016年・2023年） - 主演・森田ミツ 役、スール・山形 役
- LOVE OF SEVEN DOLLS 七つの人形の恋物語（2010年・2013年） - にんじん 役・ムーシュ役
- ホーム〜はじめてテレビがきた日〜（2010年） - 麻生めぐみ 山本広子 役
- リトルプリンス2011〜星の王子さま〜（2011年・2015年） - 主演・王子 役、花 役
- アイ・ラブ・坊っちゃん2011〜夏目漱石が“坊っちゃん”を書いた11日間〜（2011年） - 登世 役
- 21C:マドモアゼルモーツァルト（2013年） - 主演・モーツァルト 役
- ラブレター（2013年・2015年） -  ミミ役
- メトロに乗って（2014年） -  おケイ役
- SUNDAY（2018年・2024年） - 主演・ジョーン役[15]

### テレビアニメ
- 君のいる町（2013年、加賀月[16]）
- ふうせんいぬティニー（フラミンゴの女優）
- カードキャプターさくら クリアカード編（2018年、生徒）

### OVA
- 君のいる町（2012年、加賀月[17]）

### ゲーム
- 君のいる町（2014年、加賀月[18]）
- 妖怪ウォッチ2 元祖/本家/真打 （2014年、木霊フミアキ）

### ドラマCD
- 君のいる町 ドラマCD「プレ・シーズン・ストーリー〜決意」（2013年、加賀月[19]）

### 吹き替え

#### ドラマ
- キス・ミー・ファースト（2018年、レイラ〈タルーラ・ローズ・ハドン〉[4]）
- トランスペアレント シーズン5 ミュージカル・フィナーレ（2019年、アビー 他[4]）
- シュミガドーン!（2021年、エマ・テイト〈アリアナ・デボーズ〉[4]）

#### アニメ
- タンブルリーフ（2015年、フィグ）
- パグ・パグ・アドベンチャー（2017年、ビンゴ）
- キス・ミー・ファースト（2018年、レイラ）
- ケンタウロスワールド（2021年、ホース）

### テレビ
- 週末喫茶 アサブランカ（広島ホームテレビ） 2015年2月7日ゲスト出演
- H♪LINE（広島ホームテレビ） 2015年5月9日ゲスト出演

### ラジオ
- Dream Theater（TOKYO FM、広島FM、2009年10月4日 - 2012年9月30日）メインパーソナリティ
- THEATER NANA（広島FM、2017年4月5日 - 2021年9月30日）

## ディスコグラフィ

### アルバム
| 発売日        | タイトル | 規格品番 | 備考   |
| ------------- | -------- | -------- | ------ |
| 2021年12月3日 | プリズム | R-125-7  | [ 20 ] |

### キャラクターソング
| 発売日        | 商品名                                                 | 歌                 | 楽曲             | 備考                                         |
| ------------- | ------------------------------------------------------ | ------------------ | ---------------- | -------------------------------------------- |
| 2013年9月18日 | 君のいる町 キャラクターソングアルバム アンサーソングス | 加賀月（高野菜々） | 「ここにいるよ」 | テレビアニメ『君のいる町』キャラクターソング |

### その他参加楽曲
| 発売日        | 商品名                                                        | 歌                 | 楽曲                     | 備考                     |
| ------------- | ------------------------------------------------------------- | ------------------ | ------------------------ | ------------------------ |
| 2025年1月15日 | ～ミュージカルだいすき♪～ 夢とあこがれの ミュージカル・ソング | 武藤寛 & Nana Kono | ホール・ニュー・ワールド | 『アラジン』より         |
| 2025年1月15日 | ～ミュージカルだいすき♪～ 夢とあこがれの ミュージカル・ソング | Nana Kono          | いのちの名前             | 『千と千尋の神隠し』より |